# Partia dopełniająca
Partia dopełniająca - określenia używane w politologii na określenie partii politycznej wchodzącej w skład koalicji rządzącej, zapewniającej jej uzyskanie większości bezwzględnej w parlamencie. Dzięki przyłączeniu się partii dopełniającej, partia inicjująca może sprawnie rządzić państwem, nie narażając się na konieczność tworzenia rządu mniejszościowego.